# Список умерших в 1092 году

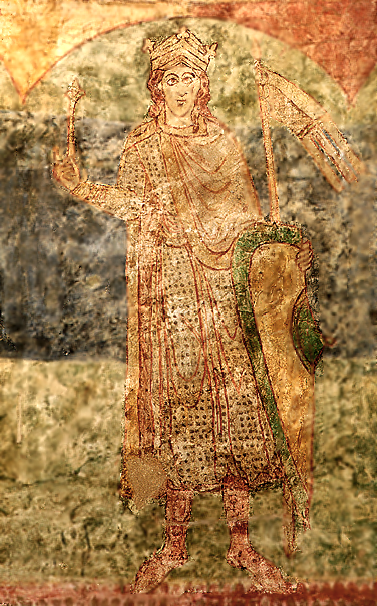
Вратислав II

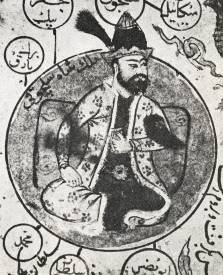
Мелик-шах I

В этой статье представлен список известных людей, умерших в 1092 году.
См. также: Категория:Умершие в 1092 году

## Январь
- 14 января — Вратислав II — князь Чехии с 1061 года, первый король Чехии с 1086 года

## Май
- 7 мая — Ремигий Феканский[англ.] — первый епископ Линкольна (1072—1092)

## Июнь
- 6 июня — Кирилл II[англ.] — патриарх Коптской православной церкви (1078—1092)

## Сентябрь
- 6 сентября — Конрад I Брненский — князь Брненский (1054—1055, 1061—1092), князь Чехии (1092)
- Жордан Отвиль — незаконнорождённый сын Рожера I Сицилийского, граф Сиракуз и Ното, из рода Отвилей.

## Октябрь
- 14 октября — Низам аль-Мульк — визирь Государства сельджуков (1063—1092). Убит.
- 28 октября — Яхья аль-Кадир — эмир Толедо (1075—1085) и Валенсии (1086—1092). Казнён

## Ноябрь
- 19 ноября — Мелик-шах I — султан Государства сельджуков (1072—1092)

## Дата неизвестна или требует уточнения
- Абу-л-Касим — самопровозглашённый султан Рума (1086—1092). Убит
- Аттон Миланский — католический церковный деятель.
- Бруно — католический церковный деятель.
- Люй Далинь — китайский учёный-неоконфуцианец, палеограф.
- Ричард де Монфор —  сеньор де Монфор-л’Амори (1089—1092). Погиб в сражении.
- Рюрик Ростиславич — первый князь перемышльский (1084—1092)
- Чака Бей — сельджукский эмир, правитель бейлика с центром в Смирне с 1081 года.
- Эрменгол IV эль де Герп — граф Уржеля (1056—1092)